# Pogranitschnoje (Kaliningrad, Osjorsk)
Pogranitschnoje (russisch Пограничное, deutsch Groß Illmen) ist ein Ort in der russischen Oblast Kaliningrad. Er gehört zur kommunalen Selbstverwaltungseinheit Munizipalkreis Osjorsk im Rajon Osjorsk.

## Geographische Lage
Pogranitschnoje am Westufer der Borodinka (deutsch Ilme) liegt 16 Kilometer südwestlich der Rajonstadt Osjorsk (Darkehmen/Angerapp) und ist nur zwei Kilometer von der russisch-polnischen Staatsgrenze entfernt. Die Kommunalstraße 27K-257 führt von Saosjornoje an der Regionalstraße 27A-025 (ex R508) direkt in den Ort. Vor 1945 war das drei Kilometer entfernte Piontken (1938–1945 Waldkerme, russisch: Kasatschje) Endstation der von Insterburg kommenden Bahnstrecke der Insterburger Kleinbahnen.

## Geschichte
Im Jahre 1818 zählte das Dorf Groß Illmen 70 Einwohner. Die Zahl stieg bis 1863 auf 131 an. Im Jahr 1874 wurde die Landgemeinde dem neu eingerichteten Amtsbezirk Carpowen (später Karpowen, der Ort heißt heute russisch Nekrassowo) im Kreis Darkehmen zugeordnet. Im Jahr 1910 gab es in Groß Illmen 101 Einwohner,  1933 waren es 104. Im Jahr 1937 wurde die Landgemeinde Groß Illmen in den Amtsbezirk Lingwarowen (seit 1939 Berglingen, der Ort heißt heute polnisch Łęgwarowo) umgegliedert. Im Jahr 1939 gab es dort 95 Einwohner.
Im Januar 1945 wurde der Ort von der Roten Armee besetzt. Die neue Polnische Provisorische Regierung ging zunächst davon aus, dass er mit dem gesamten Kreis Darkehmen (Angerapp) unter ihre Verwaltung fallen würde. Im Potsdamer Abkommen (Artikel VI) von August 1945 wurde die neue sowjetisch-polnische Grenze aber unabhängig von den alten Kreisgrenzen anvisiert, wodurch der Ort unter sowjetische Verwaltung kam. Die polnische Umbenennung des Ortes in Ilmy Wielkie im Juni 1948 wurde (vermutlich) nicht mehr wirksam. Im Juli 1950 erhielt er den russischen Namen „Pogranitschnoje“ (deutsch etwa „Grenzort“) und wurde dem Dorfsowjet Oljochowski selski Sowet im Rajon Osjorsk zugeordnet. 1954 gelangte der Ort in den Nowostrojewski selski Sowet. Von 2008 bis 2014 gehörte Pogranitschnoje zur Landgemeinde Nowostrojewskoje selskoje posselenije, von 2015 bis 2020 zum Stadtkreis Osjorsk und seither zum Munizipalkreis Osjorsk.

## Kirche
Mit seiner damals überwiegend evangelischen Bevölkerung gehörte Groß Illmen bis 1945 zum Kirchspiel Dombrowken (1938–1945 Eibenburg) im Kirchenkreis Darkehmen (1938–1946 Angerapp) in der Kirchenprovinz Ostpreußen der Kirche der Altpreußischen Union. Letzter deutscher Geistlicher war Pfarrer Erich Wisotzki.
Heute liegt Pogranitschnoje im Einzugsbereich der neu gebildeten evangelischen Gemeinde der Salzburger Kirche in Gussew  innerhalb der Propstei Kaliningrad in der Evangelisch-Lutherischen Kirche Europäisches Russland (ELKER).